# Sorex nanus
Sorex nanus е вид бозайник от семейство Земеровкови (Soricidae).

## Разпространение
Видът е разпространен в САЩ (Аризона, Колорадо, Монтана, Небраска, Ню Мексико, Уайоминг, Южна Дакота и Юта).